# Ján Kuciak
Ján Kuciak (n. 17 mai 1990, Štiavnik, Žilinský kraj, Slovacia – d. 21 februarie 2018, Veľká Mača, Trnavský kraj, Slovacia) a fost un jurnalist de investigații slovac ucis în 2018 împreună cu logodnica sa. Investigațiile sale au scos la iveală legăturile care existau la nivel înalt între criminalitatea organizată și clasa politică.
Mișcările de protest generate de moartea sa au dus la demisia guvernului condus de Robert Fico.